# Patinatge artístic als Jocs Olímpics d'hivern de 1948 - Individual masculí
En els Jocs Olímpics d'Hivern de 1948 celebrats a la ciutat de Sankt Moritz (Suïssa) es realitzà una competició de patinatge artístic sobre gel en categoria masculina. La competició se celebrà entre els dies 2 i 5 de febrer de 1948 a l'Estadi Olímpic de Sankt Moritz.

## Comitès participants
Hi participaren un total de 16 patinadors de 10 comitès nacionals diferents:
| - Àustria (3) - Bèlgica (1) - Canadà (1) - Dinamarca (1) - Estats Units (3) |  | - Hongria (1) - Itàlia (1) - Regne Unit (1) - Suïssa (2) - Txecoslovàquia (2) |

## Resum de medalles
| Or             | Argent           | Bronze   |
| Richard Button | Hans Gerschwiler | Edi Rada |

## Resultats
| Posició | Patinador            | CON            | Figures | Pts.  | Lliure | Pts. totals | Pl. |
| ------- | -------------------- | -------------- | ------- | ----- | ------ | ----------- | --- |
| 1       | Richard Button       | Estats Units   | 1       | 994.7 | 1      | 191.177     | 10  |
| 2       | Hans Gerschwiler     | Suïssa         | 2       | 965.1 | 3      | 181.122     | 23  |
| 3       | Edi Rada             | Àustria        | 3       | 941.0 | 4      | 178.133     | 33  |
| 4       | John Lettengarver    | Estats Units   | 4       | 916.3 | 2      | 176.400     | 36  |
| 5       | Ede Király           | Hongria        | 5       | 922.1 | 5      | 174.400     | 42  |
| 6       | James Grogan         | Estats Units   | 9       | 867.4 | 6      | 168.711     | 62  |
| 7       | Henry Graham Sharp   | Regne Unit     | 6       | 909.8 | 8      | 167.044     | 67  |
| 8       | Hellmut May          | Àustria        | 7       | 893.2 | 7      | 165.666     | 68  |
| 9       | Helmut Seibt         | Àustria        | 8       | 882.9 | 12     | 162.655     | 79  |
| 10      | Ladislav Cáp         | Txecoslovàquia | 10      | 859.0 | 11     | 160.233     | 96  |
| 11      | Fernand Leemans      | Bèlgica        | 11      | 838.0 | 14     | 157.822     | 104 |
| 12      | Wallace Diestelmeyer | Canadà         | 13      | 809.1 | 9      | 156.322     | 110 |
| 13      | Zdenek Fikar         | Txecoslovàquia | 12      | 819.0 | 13     | 154.155     | 114 |
| 14      | Karl Enderlin        | Suïssa         | 14      | 796.7 | 10     | 154.244     | 110 |
| 15      | Carlo Fassi          | Itàlia         | 16      | 764.9 | 15     | 145.966     | 135 |
| 16      | Per Cock-Clausen     | Dinamarca      | 15      | 785.5 | 16     | 145.533     | 135 |